# Hypopachus
A Hypopachus a kétéltűek (Amphibia) osztályába, valamint a békák (Anura) rendjébe és a szűkszájúbéka-félék (Microhylidae) családjába tartozó nem.

## Előfordulása
A nembe tartozó fajok az Amerikai Egyesült Államok déli részén és Közép-Amerikában honosak.

## Rendszerezés
A nembe az alábbi fajok tartoznak:
- Hypopachus barberi Schmidt, 1939
- Hypopachus pictiventris (Cope, 1886)
- Hypopachus ustus (Cope, 1866)
- Hypopachus variolosus (Cope, 1866)